# The Complete Roadrunner Collection 1989–2005
The Complete Roadrunner Collection 1989-2005 är en samlingsbox med 6 studioalbum utgivna från 1989 till 2005 av det amerikanska death metal-bandet Obituary, utgivet 2013 av skivbolaget Roadrunner Records.

## Innehåll
CD-skivor
1. Slowly We Rot – 35:09
2. Cause of Death – 41:05
3. The End Complete – 36:21
4. World Demise – 50:57
5. Back from the Dead – 38:51
6. Frozen in Time – 34:16

## Medverkande
Musiker (Obituary-medlemmar)
- John Tardy – sång (CD 1–6)
- Allen West – sologitarr (CD 1, 3–6)
- Trevor Peres – rytmgitarr (CD 1–6)
- Daniel Tucker – basgitarr (CD 1)
- Donald Tardy – trummor (CD 1–6)
- Frank Watkins – basgitarr (CD 2, 3–6))
- James Murphy – sologitarr (CD 2)

Produktion
- Scott Burns – producent
- Mike Fuller – mastering
- Monte Conner – producent
- Donald Tardy – ljudmix
- John Tardy – ljudmix
- George Marino – mastering
- Dave "Big Shirt" Nicholls – ljudtekniker
- Mark Prator – producent
- Aaron Callier – ljudtekniker
- Tom Morris – mastering
- Jamie Locke – producent
- Chris Gehringer – mastering